# 阿都干尼·巴代
丹斯里阿都干尼·巴代（1955年10月6日—），马来西亚检察官，曾任马来西亚总检察长（2002年至2015年）。他曾领导由多个机构组成的特工队，以调查时任首相纳吉·阿都拉萨涉及的一个马来西亚发展有限公司丑闻（1MDB）。
2015年7月28日，政府首席秘书阿里韩沙宣布阿都干尼因健康理由卸下职务，并由联邦法院前法官莫哈末阿班迪阿里接任，但阿都干尼在受询时表示对于自己被终止职务一事并不知情。

## 履历
- 1979年：马来亚大学法学系毕业
- 1980年：担任沙巴亚庇副检察司
- 1985年：担任沙巴高级联邦律师
- 1994年：担任总检察署检控组主任
- 1995年：担任总检察署顾问及国际组主任
- 1997年：重检法律司法专员
- 2000年：再任总检察署检控组主任
- 2002年：担任总检察长[4]
- 2015年：领导一个马来西亚发展有限公司丑闻（1MDB）特工队。同年7月28日，疑因调查1MDB被政府以“健康理由”终止职务，并委任联邦法院前法官莫哈末阿班迪阿里为新任总检察长[5]
- 2018年：重新受委领导1MDB特工队[6]

## 调查1MDB丑闻
2015年7月2日，《华尔街日报》透露一个马来西亚发展有限公司（1MDB）的7亿美元（汇率约值马币26亿令吉）辗转流入时任首相纳吉·阿都拉萨的银行户口。时任总检察长阿都干尼领导由马来西亚国家银行、反贪污委员会及警方组成的特工队，负责彻查1MDB案件。
2015年7月4日，阿都干尼发文告证实，他已经从1MDB特工队手上获取与1MDB公司有关的文件，包括指控有资金流入首相纳吉个人银行户头的文件。他也证实该特工队已于7月3日派出一个调查小组到SRC私人国际有限公司、Ihsan Perdana公司及Gandingan Menteri有限公司展开突击行动，并从这三家公司获取有关文件。
2015年7月7日，特工队发文告披露，当局已冻结六个涉案的银行账户；而《当今大马》引述消息，指六个冻结的银行账户中，有三个账户属首相纳吉所有。7月8日，阿都干尼发文告否认，特工队冻结纳吉的户口。
2015年7月10日，阿都干尼证实，特工队早已知道首相夫人罗斯玛·曼梳银行户头一事，并已经展开调查。
2015年7月28日，阿都干尼被纳吉政府以健康理由终止总检察长职务，案件调查因此陷入停顿。此举普遍受到外界批评，并且被视为纳吉遏制要求透明的呼声，避免可能的刑事起诉，以及加强巩固政权。
2018年5月21日，新任首相马哈迪·莫哈末宣布成立一支以阿都干尼为首的“一马发展公司调查特工队”，彻查一马弊案，包括侦查、充公及提控任何涉及犯罪人士。特工队其他成员包括反贪污委员会前首席专员阿布卡欣、反贪污委员会首席专员苏克里及武吉安曼政治部前总监阿都哈密·巴多尔。阿都干尼对记者表示，隔日将召开会议讨论一马公司相关事宜，届时才会发表谈话。
2018年7月3日，阿都干尼与1MDB特工队其他三人发表联合文告证实，纳吉因SRC国际私人有限公司舞弊案在位于大使路的其住家被逮捕，并将在隔日被带往吉隆坡法庭面控。
2020年2月11日，首相马哈迪为国际反贪污捍卫者基金会颁奖典礼主持开幕时感谢阿都干尼、前国家银行总裁洁蒂·阿兹以及前反贪会主席苏克里在揭露一马公司案的贡献。
2022年9月6日，随着纳吉入狱服刑后，前总检察长汤米·汤姆斯接受《当今大马》专访时说，阿都干尼在位期间，相当深入地调查SRC案，最终在2015年7月被撤职。当相关文件交到他的手上后，他发现SRC案是最容易证明的，因为撇开旁枝末节，就是4200万令吉被偷了。由于文件非常齐全，会议记录和银行账单都在，汤米汤姆斯因此说，法庭会重视当时的文件，这些文件证实交易真的存在，有人存在不良的意图。

## 革职事件
2015年7月28日，政府首席秘书阿里韩沙宣布阿都干尼因健康理由于7月27日卸下职务，并由联邦法院前法官莫哈末阿班迪阿里接任，阿都干尼也会继续以司法与法律人员身份服务至同年10月6日。
然而，阿都干尼在受询时表示对于自己被终止职务一事并不知情。两任律师公会主席抨击，阿都干尼被卸职不但违宪，更干扰一马公司调查特工队。民主经济研究院（IDEAS）首席执行员旺赛夫表示，首相纳吉·阿都拉萨突然撤换阿都干尼做法，让坊间更相信阴谋论，更担忧特工队因此受到压力。全国人权协会组织（HAKAM）主席安美嘉也认为此终止不符合程序，因此建议阿都干尼将此事带上法庭挑战。
2015年7月29日，新任总检察长阿班迪开腔反驳外界质疑阿都干尼突然被终止职务或违宪的说法，强调政府的有关做法符合联邦宪法。马来西亚律师公会主席史帝文迪鲁反驳阿班迪的说词，并坚持阿都干尼被革职已属违宪，史帝文迪鲁认为，阿都干尼可以入禀法庭挑战终止其职责的单位。
2015年7月30日，《砂拉越报告》刊登一篇文章，引述文件指在阿都干尼卸职之前，总检察署正草拟一份控状，准备就SRC案起诉首相纳吉·阿都拉萨等人。不过，总检察署检控主任顿马吉（Tun Abdul Majid Tun Hamzah）同日澄清，《砂拉越报告》所刊载的控状草稿，并非由总检察署所制作或发出。时任反贪会主席阿布卡欣翌日（7月31日）阐明，所谓的纳吉控状乃伪造。民主行动党国会领袖林吉祥对此认为阿都干尼应公开解释是否真有此事。
2015年8月1日，吉隆坡副总警长刘丰顺否认警方逮捕阿都干尼。
阿都干尼被卸职后，于同年11月3日公开声明本身健康“OK”，然而首相署部长南茜苏克利坚称其有健康问题。
2016年3月，《澳洲广播公司》“四角”（Four Corners）节目踢爆首相纳吉个人户口的资金流、及其用于购买珠宝、车子、竞选活动和度假。报道还指阿都干尼准备起诉纳吉涉贪，但后来被政府以健康原因“卸职”。
2016年7月26日，巫统青年团副团长凯鲁阿兹万一行人到警局报警，要警方对付阿都干尼、国家银行前总裁洁蒂·阿兹和反贪会主席阿布卡欣。巫青团认为，一马案特工队这三领袖曾密谋推翻首相纳吉，将秘密文件泄漏给美国联邦调查局（FBI）。然而在8月2日，全国总警长卡立阿布巴卡称包括阿都干尼在内的三人涉嫌密谋推翻纳吉只是凯鲁的个人臆测，缺乏证据及事实依据，因此警方已停止调查工作。
2016年8月1日，与阿都干尼关系甚笃的第一副律政司顿马吉（Tun Abdul Majid Tun Hamzah）离开总检察署，这也是总检察长莫哈末阿班迪阿里上任后第三位离开总检察署的高层。
2016年9月23日，沉寂多月的阿都干尼再度在大马法律论坛现身主讲，备受瞩目。人权律师沙立占在提问环节时，以隐晦迂回方式，询问台上主讲人：“在未举行听证会的情况下，一名公务员遭遇革职，是否违宪？”阿都干尼对此回应：“（如此规定）是因为，政府要引入政治人物成为总检察长。因此，撤除此人（总检察长），是首相任意的权力。”此话一出，阿都干尼发现自己失言，立即把“首相任意的权力”一话，改为“在他认为合适的时候”（when he deems fit），令全场大笑。
2018年5月15日，阿都干尼前往布城首要领导基金会大厦会见新任首相马哈迪·莫哈末。隔日，马哈迪召开记者会时指出，阿都干尼透露在本身被撤换前，曾准备针对一马公司案件提控前首相纳吉。5月22日，马来西亚反贪污委员会新任主席苏克里揭露，本身在2015年7月26日就SRC国际案会见阿都干尼时，对方已经表示准备展开检控工作，但未料阿都干尼隔天就被宣布退休。
2018年9月，甫面市的一马公司案揭弊书籍《鲸吞亿万》揭露，领导1MDB特工队的阿都干尼于2015年7月24日通知“警察头子”（police chief）有关草拟控状，准备提控纳吉的事情，偏偏“警察头子”最后一分钟倒戈，通风报信给纳吉，令后者先下手为强，展开拔除肉中刺的行动。
2019年6月1日，日落洞国会议员雷尔前往百大年路警局报案，要求警方调查前首相纳吉于2015年革除阿都干尼和时任副首相慕尤丁的事件。
2019年8月27日，前首相纳吉被控涉及SRC国际公司4200万令吉洗钱案进入最后一天审讯。反贪会特别行动高级助理专员罗斯里胡先作为案件最后一名证人，在庭上接受辩方首席律师沙菲宜阿都拉的交叉盘问时证实，在阿都甘尼任职总检察长时，反贪会在2015年曾草拟好提控纳吉的控状。
2019年11月19日，一马公司稽查报告遭窜改一案审讯，前政府首席秘书阿里韩沙在主控官哥巴斯里南的引导下供证时指阿都甘尼是因失去前首相纳吉的信任而被革职。阿里韩沙指出，解雇阿都甘尼共分为两个阶段，首先是致函国家元首告知已解除其职务，接着是纳吉给予阿都甘尼的信函，通知他已被解除职务。
2025年1月21日，纳吉在高庭为其被控25项涉及1MDB逾亿令吉资金遭挪用的滥权和洗黑钱控罪一案出庭自辩时否认阿都干尼当年被政府终止担任总检察长的服务是与外界盛传阿都干尼将把他提控上庭的谣言以及1MDB问题有关。纳吉强调，政府当时并非革除阿都干尼的职务，而是“终止其服务”，并坚称这是因为对方存在“特定问题”，包括健康状况。

## 卸职后活动
阿都干尼自2015年7月27日起就开始休假，直至同年10月5日正式退休，卸下总检察长一职。据网媒《马来西亚局内人》报导，总检察署公关发言人莫哈末安沙里接受访问时指出，阿都干尼卸下总检察长职，但是后者没有像一般高级公务员一样，进行象征卸下职位的最后一次下班打卡仪式。
2016年7月17日，阿都干尼通过Whatsapp回复《马新社》时强调，无意加入前首相马哈迪·莫哈末准备成立的新政党，并表明无意参政。此前马哈迪宣布成立新政党后，社交媒体广传新政党的最高理事名单，阿都干尼名字也在其中。
2016年12月23日，因健康理由被政府终止总检察长职务的阿都干尼当了九个月的实习律师后正式成为执业律师，披上律师袍重返司法界。阿都干尼在高庭法官约翰路易士的见证下，完成加入律师公会的仪式，其推介人及师父皆是大马律师公会前主席，分别是梁肇富及拉古纳。
2018年9月6日，蔚世泰集团（VERSATL，4995，主板工业产品股）委任阿都干尼为独立非执行董事。